# ۴۴۶ (قمری)
۴۴۶ (قمری)، چهارصد و چهل و ششمین سال در گاهشماری هجری قمری است. اول محرم این سال برابر با هجدهم آوریل سال ۱۰۵۴ میلادی است.

## وابسته
- ملایر